# Axkrassing
Axkrassing (Lepidium spicatum) är en korsblommig växtart som beskrevs av Nicaise Auguste Desvaux. Enligt Catalogue of Life ingår Axkrassing i släktet krassingar och familjen korsblommiga växter, men enligt Dyntaxa är tillhörigheten istället släktet krassingar och familjen korsblommiga växter. Arten förekommer tillfälligt i Sverige, men reproducerar sig inte.

## Underarter
Arten delas in i följande underarter:
- L. s. calyx-persistente
- L. s. racemosum
- L. s. spicatum